# Tunică vasculară (testicul)
Tunica vasculară este stratul vascular al testiculului, format dintr-un plex de vase de sânge, legat împreună de un țesut areolar delicat.
Învăluie suprafața interioară a tunicii albuginea și diferitele septuri din interiorul glandei și, prin urmare, formează o invagație internă în toate spațiile din care este formată glanda.